# Econy
Econy war der Titel eines deutschsprachigen Wirtschaftsmagazins, das zwischen 1998 und 2001 erschien.

## Geschichte
Im Juni 1996 interviewte die Journalistin Gabriele Fischer für das Manager Magazin den damaligen Chef von CompuNet, Jost Stollmann, zum Thema „Entwicklung zur Wissensgesellschaft“. Laut eigener Aussagen hatte sie hier zum ersten Mal das Gefühl, dass sich in der Wirtschaft etwas verändert.
Im Mai 1997 lernte sie den späteren Art Director des Magazins, Mike Meiré, bei Recherchen zu dessen Firma Aerome kennen. Zwei Monate danach entwickelte sie mit dem damaligen stellvertretenden Chefredakteur des Manager Magazins, Winfried Wilhelm, das Konzept für ein „Magazin für eine neue Zielgruppe: innovativ, risikobereit und schnell“. Im November des gleichen Jahres begannen die Vorbereitungen des neuen Magazins mit dem Arbeitstitel „Dynamo“ im Auftrag von Karl Dietrich Seikel, dem Geschäftsführer des Spiegel-Verlages.
Am 23. April 1998 erschien die erste Ausgabe, im Juni die zweite. Vor dem Erscheinen der dritten Ausgabe stellte der Manager-Magazin-Verlag die Zeitschrift mit der Begründung ein, dass sie ihr wirtschaftliches Ziel nicht erreicht hätte.
Die Redaktion schloss sich unter dem Namen „Econy Verlags GmbH & Co. KG“ zusammen und übernahm selbst die Rechte am Magazin. Am 24. September 1998 erschien die erste Ausgabe im Eigenverlag. Da das zur Verfügung stehende Kapital knapp war, verzichtete die Redaktion auf ein Gehalt, allein freie Autoren und Fotografen sowie die Druckerei wurden bezahlt.
Nach der zweiten Ausgabe wurde der Verlag für Wirtschaftsmedien (VFW) finanzieller Partner und übernahm die Magazinrechte. Die „Econy Verlagsgesellschaft“ benannte sich um in „brand eins Redaktionsgesellschaft“ und stellte weiterhin den redaktionellen Inhalt bereit. So entstanden weitere vier Ausgaben.
Da es unterschiedliche Auffassungen über das Magazin-Konzept gab, trennten sich aber beide Parteien am 27. Juli 1999 wieder. Die Rechte verblieben beim VFW, der das Magazin „Econy“ mit neuer Redaktion und verändertem Konzept weiterführte, am 15. Mai 2001 dann aber endgültig einstellte.

## Nachfolger
Die „brand eins Redaktionsgesellschaft“ erstellte innerhalb von nur fünf Wochen nach der Trennung vom VFW ein Konzept für ein neues Wirtschaftsmagazin, aus dem 1999 die Zeitschrift brand eins hervorging.